# Sirdal
Sirdal ist eine Kommune im norwegischen Fylke Agder. Die Kommune hat 1902 Einwohner (Stand: 1. Januar 2025). Verwaltungssitz ist die Ortschaft Tonstad.

## Geografie

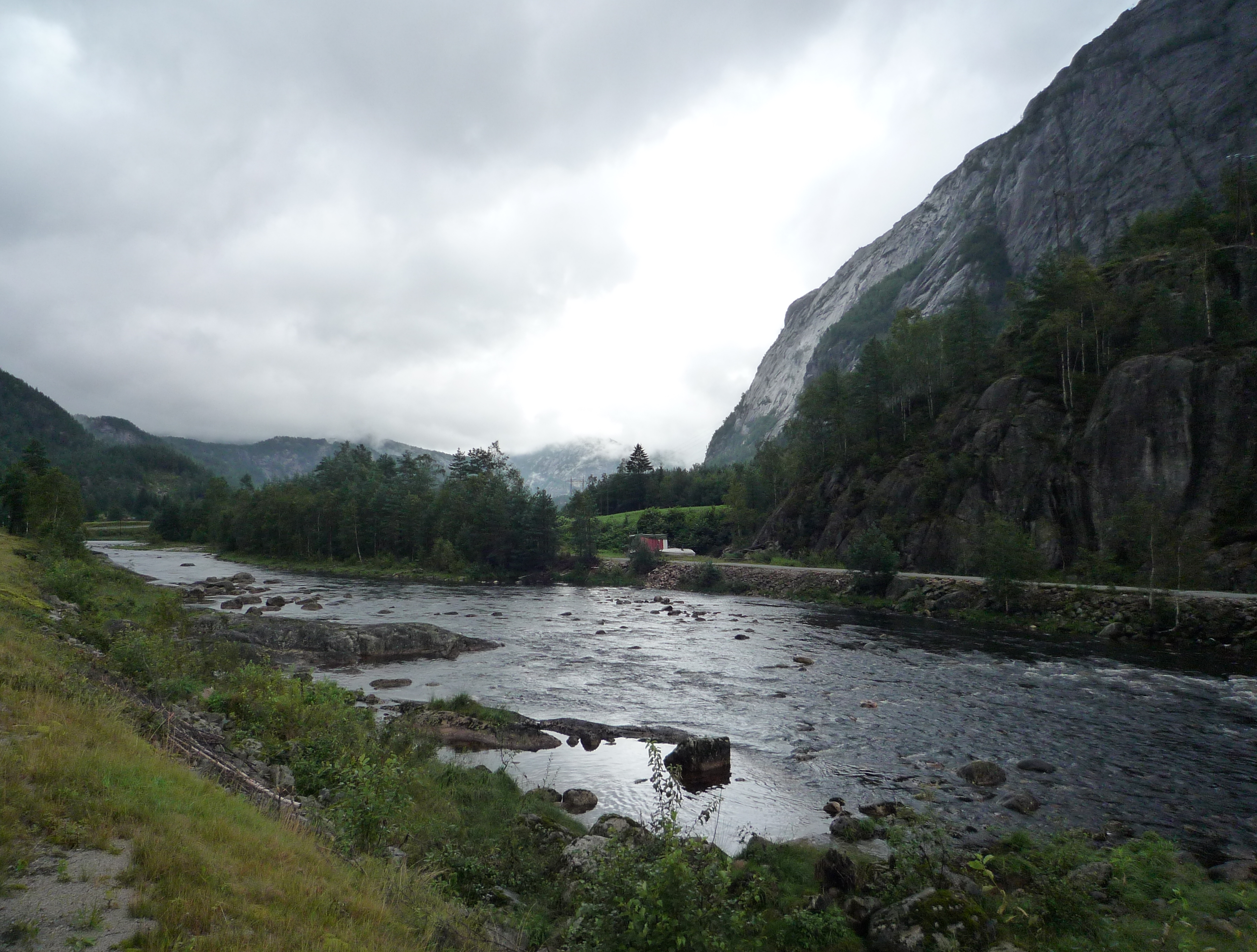
Sira bei Tonstad

Sirdal liegt im Osten der Provinz Agder. Die Gemeinde grenzt an Bykle im Norden, Valle im Nordosten, Bygland und Kvinesdal im Osten, Flekkefjord, Lund und Eigersund im Süden sowie Bjerkreim, Gjesdal und Sandnes im Westen. Die Kommunen Lund, Eigersund, Bjerkreim, Gjesdal und Sandnes liegen dabei in der Nachbarprovinz Rogaland. Die Gemeinde umfasst das Gebiet rund um das Tal Sirdalen, durch das der Fluss Sira fließt. Im südlichen Bereich des Tals befindet sich der See Sirdalsvatnet, an dessen Nordufer die Ortschaft Tonstad liegt. Der südliche Bereich des Sees gehört zur Gemeinde Flekkefjord. Weitere größere Seen sind unter anderem das Svartevatn im Nordwesten an der Grenze zu Valle Bykle und Sandnes sowie der Rosskreppfjorden im Nordosten an der Grenze zu Valle.
Im Süden der Gemeinde erreichen die Gebiete eine Höhe von etwas über 500 moh. Weiter nördlich werden auch über 1000 moh. erreicht. Die höchste Erhebung ist der Urdalsknuten mit einer Höhe von 1433,5 moh. an der Grenze zu Valle.

## Einwohner
Zwischen 1865 und 1960 ging die Einwohnerzahl um etwa 30 Prozent zurück, in den 1960er-Jahren begann sie parallel zum Bau mehrerer Kraftwerke wieder etwas anzusteigen. Die Einwohner verteilen sich vor allem entlang des Sirdalens und einigen Seitentäler. Die dichteste Besiedlung liegt im Gebiet um das Verwaltungszentrum Tonstad vor. Tonstad ist der einzige sogenannte Tettsted, also die einzige Ansiedlung, die für statistische Zwecke als eine städtische Siedlung gewertet wird. Zum 1. Januar 2024 lebten dort 899 Einwohner.
Die Einwohner der Gemeinde werden Sirdøl genannt. Sirdal hat wie viele andere Kommunen der Provinz Agder weder Nynorsk noch Bokmål als offizielle Sprachform, sondern ist in dieser Frage neutral.
| Jahr          | 1986 | 1990 | 1995 | 2000 | 2005 | 2010 | 2015 | 2020 | 2025 |
| ------------- | ---- | ---- | ---- | ---- | ---- | ---- | ---- | ---- | ---- |
| Einwohnerzahl | 1624 | 1726 | 1732 | 1734 | 1760 | 1790 | 1838 | 1822 | 1902 |

## Geschichte

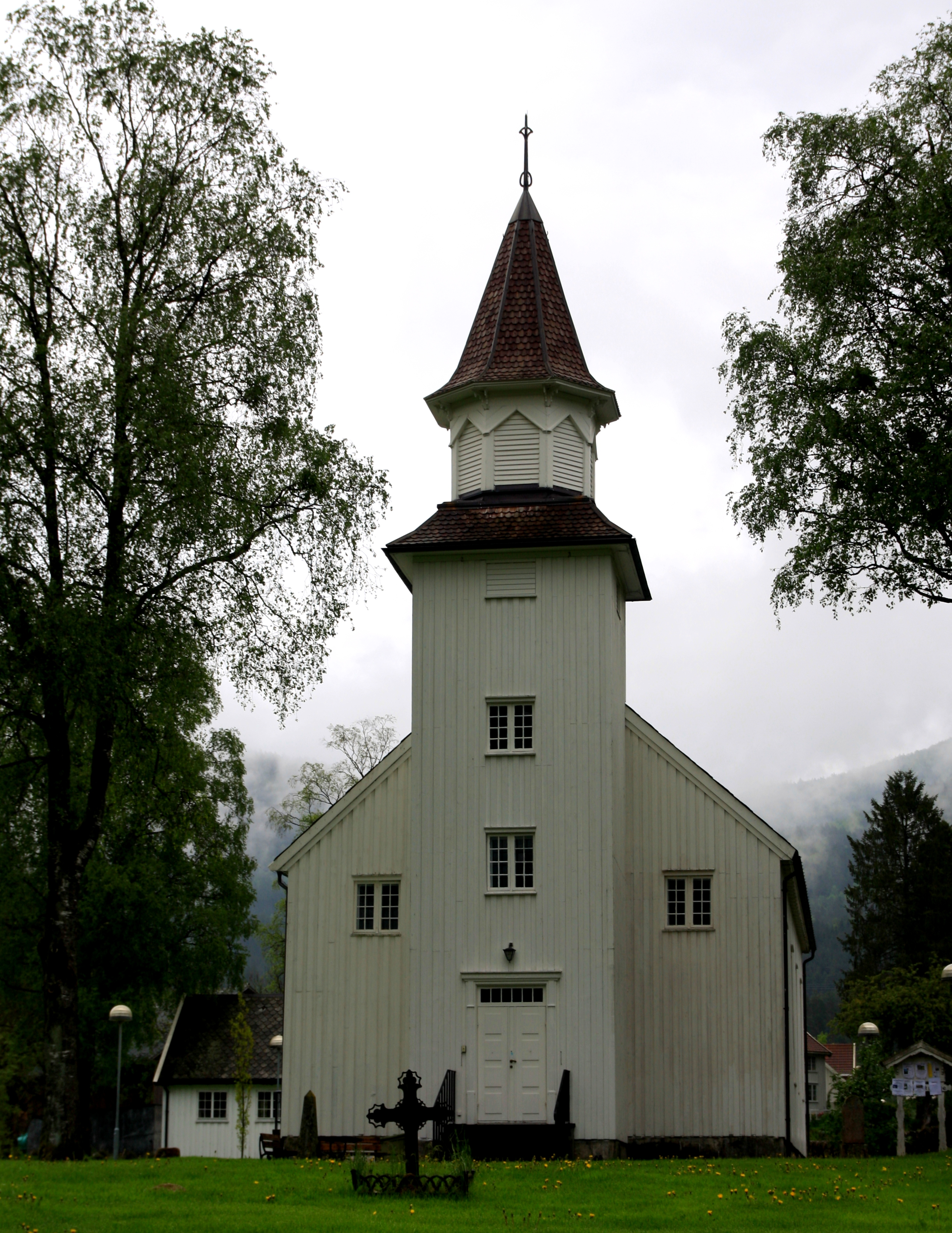
Tonstad kirke

Die Gemeinde Sirdal entstand zunächst im Jahr 1849 durch die Abtrennung von Bakke. Bakke wurde in der Folge weiter aufgeteilt. Zum 1. Januar 1905 wurde die Kommune Sirdal in Tonstad und Øvre Sirdal aufgespalten. Tonstad mit 651, Øvre Sirdal mit 549 sowie ein Teil der Gemeinde Bakke mit 226 Einwohnern wurden am 1. Januar 1960 wieder zu einer Gemeinde vereint, nun unter dem Namen Sirdal. In Tonstad befindet sich die Tonstad kyrkje, eine Holzkirche aus dem Jahr 1852. Weiter nördlich liegt die Holzkirche Lunde kyrkje, die 1873 errichtet wurde.
Bis zum 31. Dezember 2019 gehörte Sirdal der damaligen Provinz Vest-Agder an. Sie ging im Zuge der Regionalreform in Norwegen in die zum 1. Januar 2020 neu geschaffene Provinz Agder über.

## Wirtschaft und Infrastruktur

### Verkehr
Von Tonstad aus führt der Fylkesvei 42 in den Westen und stellt somit unter anderem die Verbindung zur Europastraße 39 (E 39) her. In den Süden führen sowohl am West- als auch Ostufer des Sirdalsvatnet je eine Straße. Der Fylkesvei 4210 am Westufer stellt auch die Anbindung zur Eisenbahnlinie Flekkefjordbanen her. Von Tonstad aus Richtung Norden durch das Sirdalen verläuft der Fylkesvei 468. Die Straße teilt sich weiter im Norden in eine nach Westen und eine nach Osten führende auf.

### Wirtschaft
Lange Zeit war die lokale Wirtschaft von der Landwirtschaft geprägt. Dabei wird vor allem auf die Tierhaltung gesetzt, wobei die Rinder- und Schafhaltung weiter verbreitet sind. Neben der öffentlichen Verwaltung ist auch die Industrie ein wichtiger Arbeitgeber. Am wichtigsten dabei sind die Maschinen- und die Lebensmittelindustrie. In der Gemeinde werden über zehn Kraftwerke betrieben, das größte davon ist das Kraftwerk Tonstad mit einer mittleren Jahresproduktion von etwa 4350 GWh. Im Jahr 2019 arbeitete der Großteil der Arbeitstätigen in Sirdal selbst, der Rest verteilte sich unter anderem auf die Gemeinden Stavanger, Sandnes und Sola.

## Name und Wappen
Das seit 1986 offizielle Wappen der Kommune zeigt drei silberne Schneehühner auf grünem Hintergrund. Sie sollen die Bedeutung der Jagd aufzeigen. Sirdal wurde im Jahr 1275 als Sirudali erwähnt. Der Name setzt sich aus dem Flussnamen Sira und der Nachsilbe „-dal“, also „-tal“.